# Безымянный палец
Безымянный палец (лат. digitus anularis) — IV палец кисти человека (лат. digitus quartus), находящийся по соседству со средним пальцем и мизинцем. 
Как правило, безымянный палец у людей примерно равен по длине указательному, но чуть его длиннее. 

## Название
В большинстве языков безымянный палец таковым не является. Во многих европейских языках он называется «кольцевым» (или «перстневым») пальцем, так как на нём часто носятся кольца, в частности обручальные кольца. Например, в английском языке его называют ring finger.
В ряде языков Восточной Азии этот палец называется «лекарственным» (яп. 薬指 кусури-юби, кор. 약손가락 як-сонккарак) — это связано с тем, что в восточной медицине лекарства было принято размешивать именно этим пальцем.

## Применение
Из всех пальцев безымянный наиболее редко применяется в одиночку, в большинстве случаев он используется вместе с соседними пальцами для хватания. Это объясняется общностью сухожилий рядом расположенных пальцев. К немногим видам деятельности, в которых безымянный палец порой играет самостоятельную роль, относятся игра на музыкальных инструментах и печатание на клавиатуре.
В древности существовало поверье, что из безымянного пальца левой руки ведёт прямая вена (или нерв) в сердце, символ любви. Поэтому и египтяне и римляне носили обручальные кольца на безымянном пальце левой руки.
Часто отбор крови на анализ проводят из безымянного пальца. Это объясняется тем, что оболочка пальца изолирована и в случае занесения инфекции в момент прокола, она какое-то время будет локализована, что даст возможность её быстро подавить. Дополнительным преимуществом безымянного является то, что он самый «нерабочий». Поэтому кожа на нём тоньше (а значит, прокол безболезненнее). Поскольку палец меньше двигается, ранка на нём заживает быстрее, что также снижает возможность инфицирования.

## Сравнение с остальными пальцами
Исследователи Кембриджского университета выявили, что среди трейдеров лондонского Сити наиболее финансово успешны те, чей безымянный палец длиннее, чем указательный. Ранее также отмечалось, что соотношение длины указательного и безымянного пальцев коррелируется с успехами в спорте. Это обычно объясняется тем, что более длинный безымянный палец связан с повышенным уровнем тестостерона в период вынашивания младенца. 